# فندق

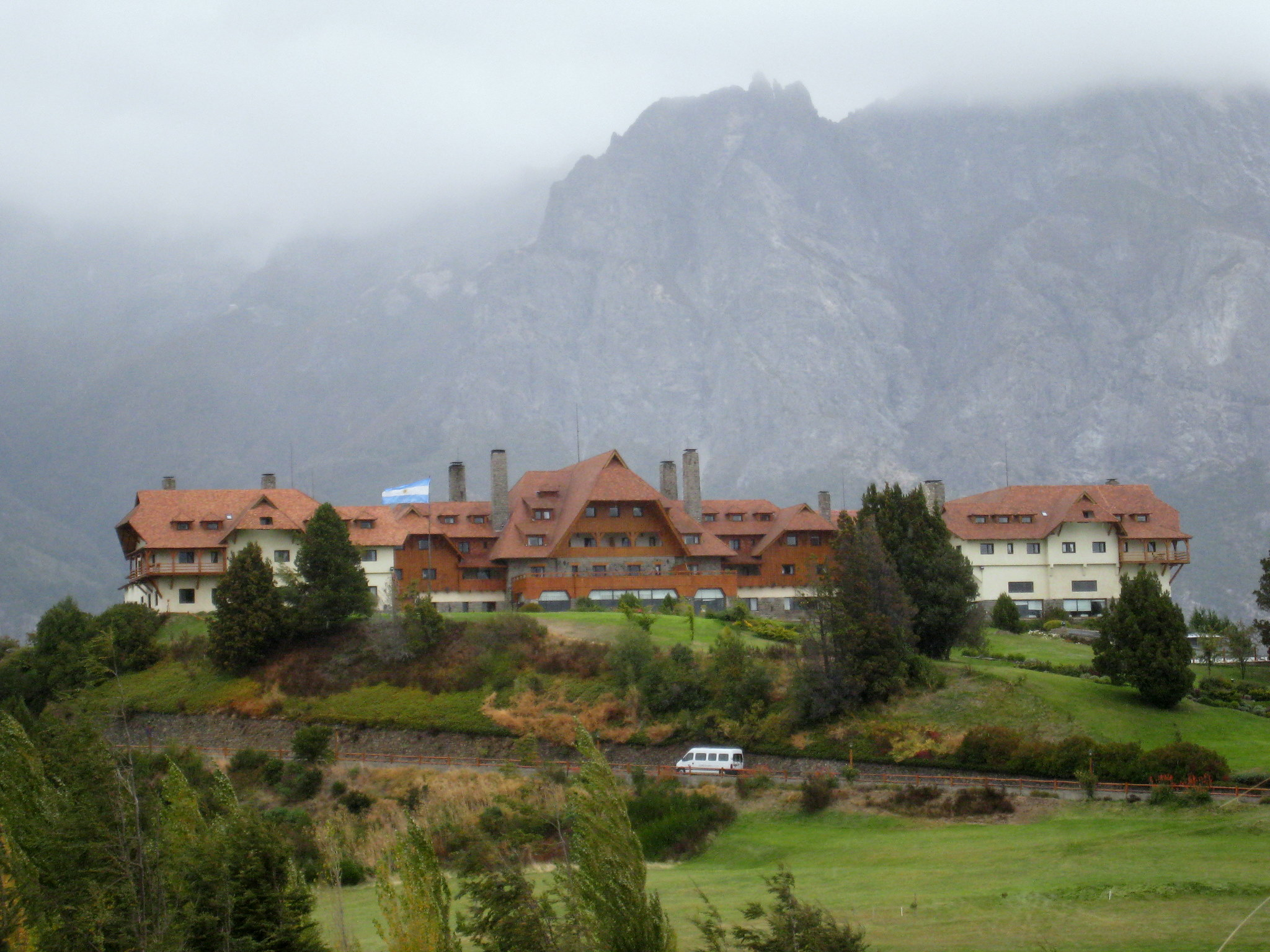

الفُنْدُق (الجمع: فنادق) أو النُزُل (الجمع: أنزال)، وعُرفَت في التاريخ الإسلامي باسم خان هو مسكن يسكن فيه الشخص لوقت قصير مقابل أجر، مؤثث مفروش وقد يكون مزوداً بأجهزة منزلية ووسائل راحة وترفيه؛ مع توفير خدمات الطعام والنظافة والصيانة وغيرها.
وهو عصب نشاط السياحة في كل دولة؛ فوجود شبكة قوية من الفنادق ينشط السياحة بجانب المنتجعات والقرى السياحية والمطاعم.

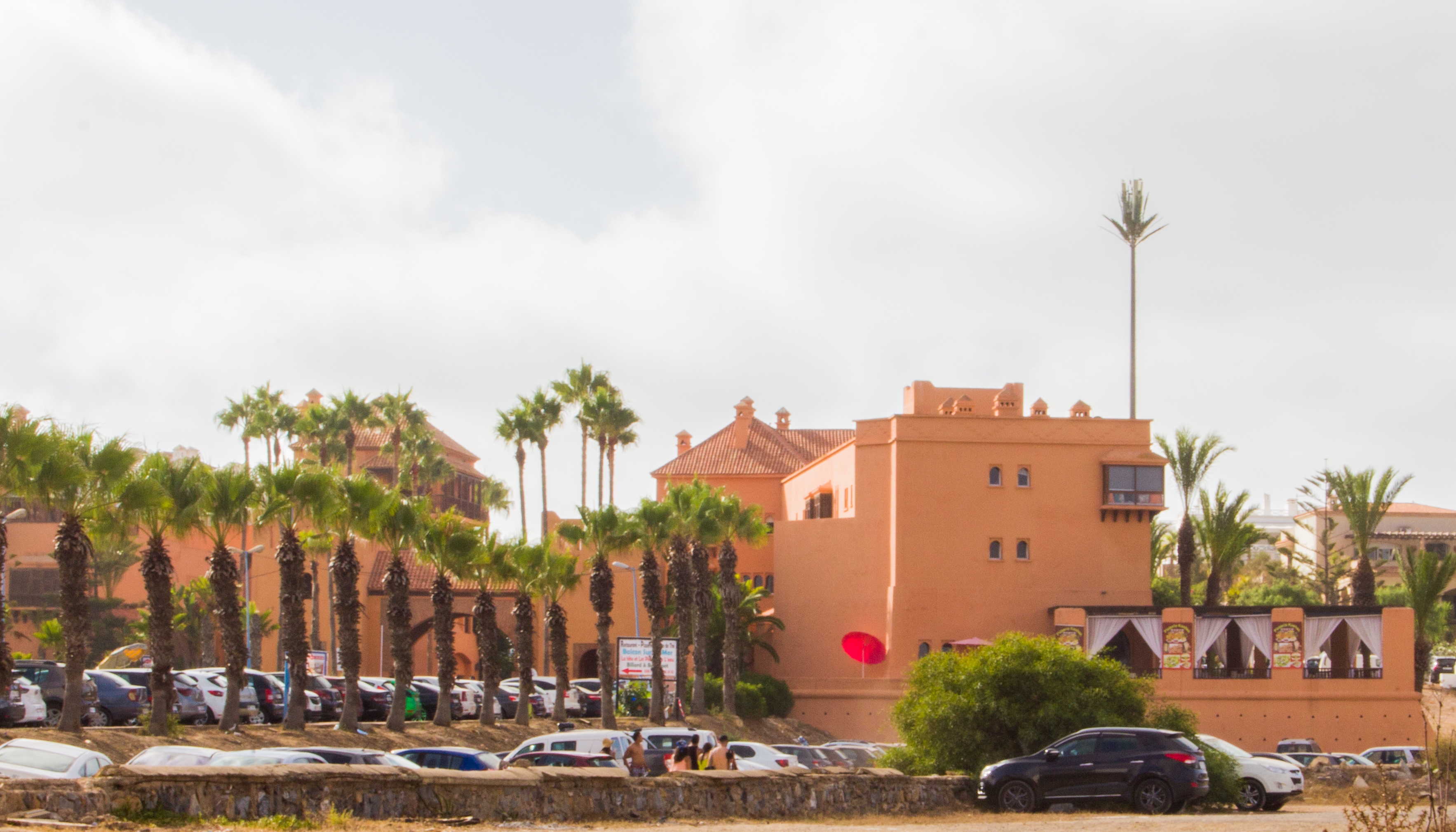
فندق بمدينة بوزنيقة

تصنّف الفنادق من نجمة إلى 5 نجوم، حسب تقييم مواصفات ومستوى جودة المكان والخدمات والرفاهية والفخامة. وتوجد تصنيفات غير هذا.

## التأثيل
الفُنْدقُ: جاء في لسان العرب الفُنْدقُ: الخان فارسي؛ حكاه سيبويه.
التهذيب: الفُنْدقُ حَمْل شجرة مُدَحْرجَ كالبُنْدق يكسر عن لب كالفُستق، قال: والفُنْدقُ بلغة أَهل الشام خان من هذه الخانات التي ينزلها الناس مما يكون في الطُّرقُ والمَدَائن.
الليث الفُنْدَاقُ هو صحيفة الحساب، قال الأَصمعي: أَحسبه معرباً.
كلمة مُعَرَّبَة. توجد نظريتان لتعريبها:
- الأولى أنها يونانية قديمة من بونتيكوس كارون pontikos karuon بمعنى خشب البُنْدُق حيث أن أوائل الفنادق كانت من الخشب؛ نقلت إلى العربية فُنْدُق بقلب أول حرف فاءً. ونفس الكلمة هي أصل البُنْدق بقلب أو حرف باءً.
- النظرية الثانية أنها لاتينية قديمة فونديقوم (باللاتينية: fundicum) ثم تحورت إلى فونديكم في اللاتينية الوسطى ثم نقلت إلى العربية فُنْدُق في القرن الثاني عشر أثناء الحملات الصليبية ومنها إلى الفارسية والتركية، ولا يُستبعد أن تكون اللاتينية أصلها يوناني قديم.

النُزُل: أما النُزُل بمعنى المكان ينزل به بضم النون والزين فهي عربية خالصة.

## مقياس دولي
تلبي الفنادق احتياجات المسافرين من العديد من البلدان وذوي لغات مختلفة، بما أن الدول عادة لا تهيمن على صناعة السفر
| الدولة           | عدد الغرف الفندقية 2011-12 | معدل الغرف لكل فندق | سياح المبيت المغادرون من كل دولة، سنوياً |
| ---------------- | -------------------------- | ------------------- | --------------------------------------- |
| الولايات المتحدة | 4,900,000                  | 93                  | 58,000,000                              |
| الصين            | 1,500,000                  | 132                 | 83,000,000                              |
| اليابان          | 1,370,000                  | 27                  | 18,000,000                              |
| إيطاليا          | 1,100,000                  | 32                  | 29,000,000                              |
| ألمانيا          | 950,000                    | 27                  | 72,000,000                              |
| إسبانيا          | 900,000                    | 47                  | 12,000,000                              |
| المكسيك          | 660,000                    | 37                  | 16,000,000                              |
| المملكة المتحدة  | 650,000                    | 17                  | 57,000,000                              |
| فرنسا            | 620,000                    | 36                  | 26,000,000                              |
| تايلاند          | 530,000                    | NA                  | 6,000,000                               |
| إندونيسيا        | 410,000                    | 25                  | 7,000,000                               |
| اليونان          | 400,000                    | 41                  | 5,000,000                               |
| البرازيل         | 400,000                    | 40                  | 8,000,000                               |
| تركيا            | 330,000                    | 117                 | 6,000,000                               |
| النمسا           | 290,000                    | 22                  | 11,000,000                              |
| روسيا            | 260,000                    | 33                  | 44,000,000                              |
| الإجمالي         | 21,000,000                 | 41                  | 876,000,000                             |

## فنادق مميزة

### أكبر فندق
عام 2006، أدرجت موسوعة غينيس للأرقام القياسية فندق العالم الأول في مرتفعات جنتنغ في ماليزيا كأكبر فندق في العالم، إذ يضم 6118 غرفة. أما فندق إزماليوفو في موسكو، فيضم أكبر عدد من الغرف وعددها 7500 غرفة، يليه فندق فينيتيان في لاس فيغاس ومجمع البالازو في لاس فيغاس (7117 غرفة) ومجمع إم جي إم جراند لاس فيغاس (6852 غرفة).

### أقدم فندق
حسب موسوعة غينيس للأرقام القياسية، فإن أقدم فندق لا يزال عاملاً هو فندق نيسياما أونسين كيونكان في ياماناشي، في اليابان. افتتح هذا الفندق أول مرة عام 77 للميلاد، تعاقب على تشغيله 46 جيلاً من نفس العائلة. حمل اللقب فندق هوشي ريوكان حتى عام 2011، ويقع في منطقة كوماتسو، إيشيكاوا في اليابان، وقد افتتح عام 718

### أعلى فندق
يدعى فندق ريتز كارلتون هونغ كونغ أنه أعلى فندق في العالم. يقع في الطوابق العليا من مركز التجارة الدولي (هونغ كونج على ارتفاع 484 متر (1,588 قدم) فوق مستوى سطح الأرض.

### أغلى فندق
في تشرين الأول (أكتوبر) 2014، قامت مجموعة آنبانغ للتأمين ومقرها الصين بشراء والدورف أستوريا نيويورك في مانهاتن بمبلغ 1.95 بليون دولار أمريكي، ما يجعله أغلى فندق يباع على مدى التاريخ.

## معرض الصور

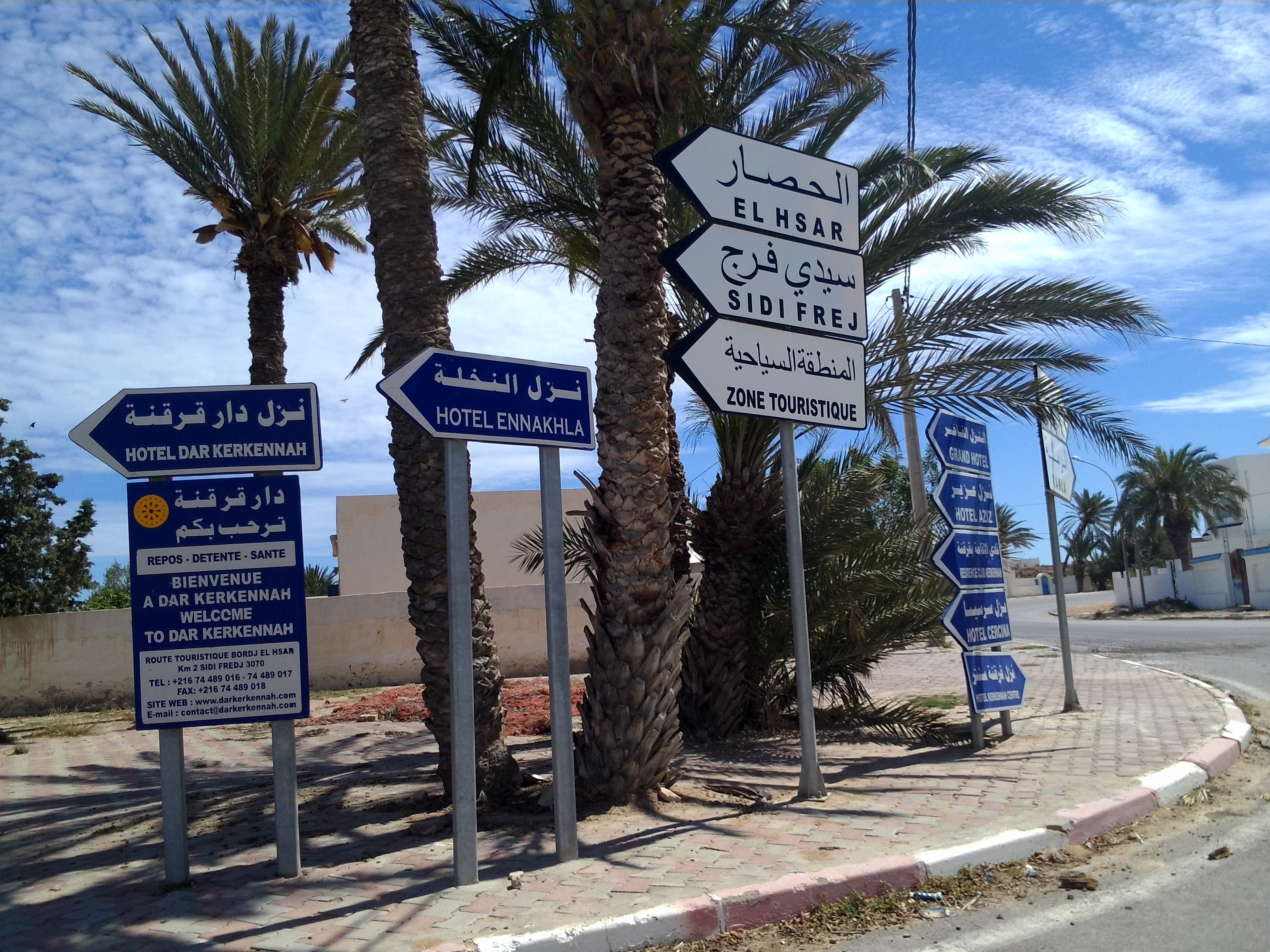
النُزُل على لافتة
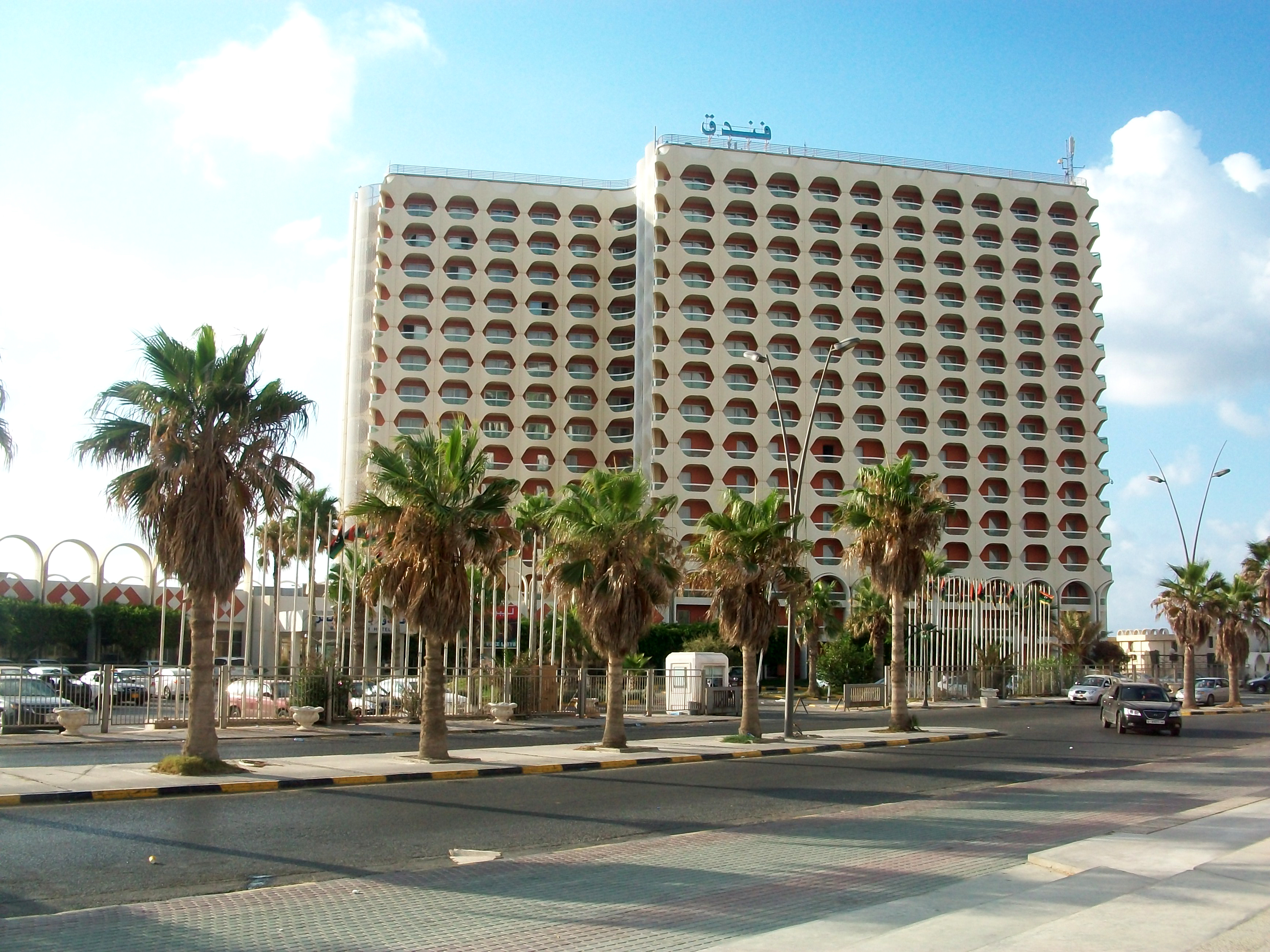
فندق في ليبيا